# Tamarix stricta
Tamarix stricta är en tamariskväxtart som beskrevs av Pierre Edmond Boissier. Tamarix stricta ingår i släktet tamarisker, och familjen tamariskväxter. Inga underarter finns listade.